# Luis González Bravo
Luis González Bravo y López de Arjona (Cádiz, 8 de julio de 1811-Biárriz, 1 de septiembre de 1871) fue un político y periodista español, que se desempeñó como diputado, ministro de la Gobernación, embajador en Lisboa y Londres y presidente del Gobierno en dos periodos diferentes. Obtuvo las distinciones de caballero de la Orden de Carlos III y de la Orden del Toisón de Oro.

## Biografía
Fue hijo de Manuel González Bravo, subsecretario de Hacienda del Gobierno de España, y María Antonia López de Arjona, mujer «de hidalga familia granadina». Desde los doce años asistía a las sesiones de las Cortes del Trienio. Estudió filosofía y humanidades en la Universidad de Alcalá. Incursionó en la masonería y después en el carbonarismo italiano.
Hombre de formación jurídica pero de vocación periodista, oradora y política, estudió Derecho en la Universidad de Alcalá de Henares. Militante del Partido Progresista durante la regencia de María Cristina de Borbón, fue capitán de la Milicia Nacional (Milicia de Madrid). Fue diputado por Cádiz en 1841, adquiriendo más templanza y moderación política. Siendo ministro de la Gobernación, al nombrar duque al marido y antes amante de María Cristina de Borbón, facilitó el regreso del exilio de la exregente.
Presidente dos veces
Siendo vicepresidente del gobierno, fue nombrado presidente del Consejo de Ministros con el apoyo de Narváez, a menos de un mes del inicio del mandato de la mayoría de edad de la joven reina Isabel II, gobernando España desde el 5 de diciembre de 1843 al 3 de mayo de 1844.
Trabajó con Narváez disolviendo la Milicia nacional, declaró el estado de sitio, disolvió los ayuntamientos, impuso la censura a la prensa para evitar publicaciones tendenciosas por la oposición al trono y contra la adolescente reina Isabel II, y acusó a Olózaga de tratar de intrigar contra ella haciéndole firmar un documento cuando este era presidente del Consejo. En 1844 inició los trámites para la fundación de la Guardia Civil, la cual tuvo lugar el 13 de mayo de 1844, ya bajo el gobierno de Ramón María Narváez.

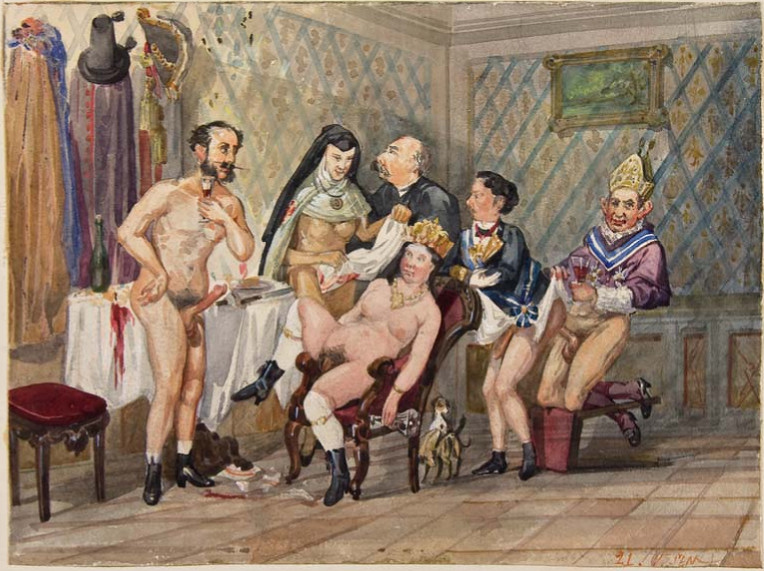
Caricatura pornográfica de Los Borbones en pelota donde aparece González Bravo acompañando a Carlos Marfori, Sor Patrocinio, Isabel II, Francisco de Asís y al padre Claret.

Terminando ese periodo suyo como cabeza del Gobierno, ejerció como diplomático, siendo embajador en Lisboa, donde reforzó las relaciones entre España y Portugal. Al regresar a España fue diputado por Jaén. Ante los compañeros que lo habían apoyado y luego lo traicionaron, tuvo que huir durante la revolución de 1854 temiendo por su vida. En 1857 fue embajador de España en Londres. Después fue diputado por Canarias. Ya en 1864 fue nombrado ministro de la Gobernación con Narváez, siendo acusado de ser responsable de los llamados sucesos de la noche de San Daniel y debiendo dimitir en 1865, para regresar de nuevo al año siguiente como ministro de la Gobernación. En 1868, a la muerte de Narváez y temiendo la revolución que se veía venir contra ella, la reina lo nombró presidente del Consejo de Ministros. Una reducción del presupuesto para la marina lo enemistó con los almirantes, producto de una fuerte crisis económica que, aunada a la oposición política contra la corona, desató la revolución de 1868, que provocó la caída de Isabel II, a quien Luis González Bravo habría defendido de sus conspiradores y apoyado desde el principio de su reinado. Con el inicio del Sexenio Democrático, ambos emigraron a Francia; la reina se exilió en París y él, con su esposa y dos hijas, en Biarritz.
Luis González Bravo fue uno de los protagonistas de la serie de ilustraciones Los Borbones en pelota, realizadas probablemente tras la revolución de septiembre y que pretendían denostar a la monarquía saliente mediante la caricaturización pornográfica de la reina y una camarilla a su alrededor que, además de González Bravo, incluiría a Sor Patrocinio, el padre Claret, Carlos Marfori y al consorte de Isabel II, Francisco de Asís.
Carlista
Tras el triunfo de la revolución de 1868, en la primavera de 1869, González Bravo viajó a París con otras personalidades del Partido Moderado para reunirse con la reina destronada y tratar el asunto de su abdicación en favor de su hijo Alfonso. La mayoría se oponía a que abdicase en Alfonso, pero la reina deseaba hacerlo. González Bravo fue muy duro con ella, y el general Conde de Cheste le agarró de la levita con peligro de un lance, que los amigos evitaron.
Despechado González Bravo, se unió a los carlistas, ofreciendo personalmente sus servicios a Don Carlos en París el 13 de enero de 1871. Desde entonces participó activamente en los trabajos de conspiración militar. Procuró tener, para el día en que triunfasen los carlistas, preparadas ya de antemano todas las leyes que se hubieran de dar al Reino. Con tal objeto presidió una junta constituida al efecto por Antonio Aparisi y Guijarro, Juan Ignacio de Berriz, Pablo Morales Marcén, Vicente de la Hoz, Bienvenido Comín y Antonio Juan de Vildósola.
Falleció repentinamente en Biarritz el 1 de septiembre de 1871, cuando se dirigía con su amigo Juan Antonio de Berriz —en cuyos brazos expiró— a celebrar una importante conferencia política con su cuñado Cándido Nocedal, que acababa de llegar a Bayona con misión de Don Carlos.
El cadáver fue enterrado, cubriendo la sepultura con una losa de piedra común y colocando una sencilla cruz de madera. Para los gastos se acudió a los carlistas residentes en Biarritz, pues la familia no tenía más que 40 duros en casa. Según Joaquín de Bolós y Saderra, González Bravo, quien había sido «terror de la revolución» y «árbitro del poder en España», moría tremendamente pobre. Su fallecimiento supuso un importante revés para los planes de sublevación de los carlistas.

## Intelectual, periodista y orador
Fue miembro del Ateneo de Madrid. Buen orador, fue elegido académico de la Real Academia Española, ingreso que se produjo el 1 de marzo de 1863.
Muy joven escribió la obra de teatro Intrigar para morir. Como periodista, entre otras actividades escribió en el diario El Español - diario de las doctrinas e intereses sociales, en el periódico progresista El Eco del Comercio, y bajo el seudónimo de Ibrahim Clarete escribió en el periódico satírico fundado por él El Guirigay —guirigay significa lenguaje oscuro y de dificultosa inteligencia— (1837). Más adelante fundó el periódico La Legalidad, formando parte de la redacción. Su esposa era hermana del actor, poeta y declamador Julián Romea Yanguas.